# Amal Ayouch
Amal Ayouch (sinh năm 1966) là một nữ diễn viên người Maroc, từ cuối những năm 1990 đã biểu diễn bằng tiếng Pháp cả trên sân khấu và trên hết là trong phim. Vào tháng 1 năm 2015, cô đã được vinh danh với một giải thưởng tại Liên hoan phim Phụ nữ châu Phi ở Brazzaville. Ayouch đã đóng một vai trò hàng đầu trong các hoạt động nghệ thuật Fondation des Arts (Tổ chức nghệ thuật sống) của Maroc.

## Tiểu sử
Sinh ra ở Casablanca năm 1966, Amal Ayouch tỏ ra thích thú với diễn xuất từ khi còn nhỏ, biểu diễn trên sân khấu ở trường trung học. Khi cô 18 tuổi, cô đến thành phố Montpellier nơi cô học để trở thành dược sĩ. Khi còn học đại học, năm 1987, cô tham gia một nhóm kịch thuộc khoa văn học Pháp.
Cô bắt đầu sự nghiệp điện ảnh của mình nhờ một dược sĩ khác, Hassan Stewelloun, người đã cho cô một phần quan trọng trong Les Amis d'hier (1998). Ngay sau đó, Hakim Noury đã mời cô đóng vai chính trong Destin de Femme cùng với Rachid El Ouali. Vào vai một người phụ nữ không chịu khuất phục người chồng khó tính, cô đã góp phần vào thành công của bộ phim.
Năm 1999, cô đồng ý đóng vai một người phụ nữ có đạo đức lỏng lẻo trong Ali Zaoua do người anh em họ Nave Ayouch của cô đạo diễn. Các vai trò tương tự tiếp theo trong Farida Belyazid 's Casablanca, Casablanca (2002) và Chassan Stewelloun 's Les lèvres du quiet (2001) và Farida Belyazid ' Casablanca, Casablanca (2002). Cô tiếp tục tham gia bộ phim Le jeu de l'amour (2006) của Driss Chouika, cho phép cô làm chủ một vai khó trong những cảnh thân mật với Younes Megri. Cô cũng đã đóng trong các bộ phim thành công khác bao gồm Les Anges de Satan (2007).
Cô xuất hiện trong hai bộ phim của đạo diễn Nabil Lahlou, Les années de l'exil (2001) và Tabite hoặc không Tabite (2004). Cũng chính Lahlou là người khuyến khích cô diễn xuất trên sân khấu, mời cô xuất hiện trong các tác phẩm sân khấu của anh, bao gồm Ophélie n'est pas Morte, Les Tortues, Antigone và En Attguard Godot.

## Đóng phim

### Rạp chiếu bóng
| Năm  | Phim ảnh                    | Đạo diễn                         | Vai trò              | Ghi chú                              |
| ---- | --------------------------- | -------------------------------- | -------------------- | ------------------------------------ |
| 2017 | Palestin                    | Julio Soto và Mohamed El Badaoui | Ismahan              | Sản phẩm Tây Ban Nha của Ana Coleues |
| 2017 | Phim kinh dị nhỏ            | Jérôme Cohen Olivar              | Bà Mancherenameuk    |                                      |
| 2016 | Riad de mes rêves           | Zineb Tamourt                    |                      | ngắn                                 |
| 2015 | Les larmes de Satan         | Hicham Jebbari                   | Meriem               |                                      |
| 2015 | Jérôme Cohen Olivar         | Soraya                           |                      |                                      |
| 2014 | Khe khẻ                     | Kamal Kamal                      | Fatma                |                                      |
| 2013 | Anh hùng                    | Latif Lahlou                     | Ghita                |                                      |
| 2012 | Derriere-les-portes-fermees | Ahd Bensouda                     | Najia                |                                      |
| 2012 | Le Retour du fils           | Ahmed Boulane                    | elle-même            | ngoại hình ngắn                      |
| 2011 | Rihanna                     | Mourad El Khaoudi                |                      | ngắn                                 |
| 2010 | Les ailes de l'amour        | Abdelhay Laraki                  | Hajja Hlima          |                                      |
| 2010 | Femmes en miroirs           | Saad Chraibi                     | Tante Ghita          |                                      |
| 2009 | Entropya                    | Yassine Marroccu                 |                      | ngắn                                 |
| 2008 | La Française                | Souad El Bouhati                 | Mẹ Laktani           |                                      |
| 2008 | Kandisha                    | Jérôme Cohen Olivar              | Bác sĩ Maliki        |                                      |
| 2007 | Les Anges de Satan          | Ahmed Boulane                    | lữ hành              |                                      |
| 2006 | Une gazelle dans le vent    | Mohamed Hassini                  |                      |                                      |
| 2006 | Le jeu de l'amour           | Driss Chouika                    |                      |                                      |
| 2005 | La danse du thai nhi        | Mohamed Mouftakir                |                      | ngắn                                 |
| 2004 | L'ireenseur                 | Selma Bargach                    |                      | ngắn                                 |
| 2004 | Tạm biệt Khadija            | Kamal Belghmi                    |                      | ngắn                                 |
| 2004 | Tabite hoặc không Tabite    | Nabyl Lahlou                     | Farida Fatmi         |                                      |
| 2004 | La mer                      | Rachida Saadi                    |                      | ngắn                                 |
| 2004 | Sang                        | Layla Triqui                     |                      | ngắn                                 |
| 2002 | Casablanca Casablanca       | Farida Belyazid                  | Amina                |                                      |
| 2001 | Les années de l'exil        | Nabyl Lahlou                     | Tamerdokht           |                                      |
| 2000 | Ali Zaoua                   | Nave Ayouch                      | Mẹ của Ali Zaoua     |                                      |
| 2000 | Les lèvres du im lặng       | Hassan Stewelloun                | Aicha l'institutrice |                                      |
| 1999 | Hoa hồng lịch sử            | Thiếu tá Rchich                  |                      |                                      |
| 1998 | Destin de sen               | Hakim Noury                      | Saida                |                                      |
| 1997 | Les amis d'hier             | Hassan Stewelloun                | tôi                  |                                      |